# 永続的識別子
永続的識別子（えいぞくてきしきべつし、英語: Persistent Identifier、略称PID）とは、デジタルオブジェクト（単一のファイル化複数のファイルのセット）の持続的な参照記号である。著名な永続的識別子のシステムとして、Archival Resource Keys (ARKs)、デジタルオブジェクト識別子(DOI)、恒久統一資源位置指定子 (PURL)、Uniform Resource Name (URN)、そして Extensible Resource Identifier (XRI)がなど含まれる。